# Cupa Campionilor Europeni 1973-1974
Ediția 1973-1974 a Cupei Campionilor Europeni a fost câștigată, pentru prima dată, de Bayern München, care a învins-o în finală pe Atlético Madrid.

## Prima rundă
| Echipa 1             | Scor gen. | Echipa 2         | Tur | Retur |
| -------------------- | --------- | ---------------- | --- | ----- |
| Viking               | 1–3       | Spartak Trnava   | 1–2 | 0–1   |
| Zorya Voroshilovgrad | 3–0       | APOEL            | 2–0 | 1–0   |
| Benfica              | 2–0       | Olympiacos       | 1–0 | 1–0   |
| Waterford United     | 2–6       | Újpesti Dózsa    | 2–3 | 0–3   |
| Bayern München       | 4–41      | Åtvidaberg       | 3–1 | 1–3   |
| Dynamo Dresda        | 4–3       | Juventus         | 2–0 | 2–3   |
| Ajax                 | Bye       | –                | –   | –     |
| ȚSKA Sofia           | 4–0       | Wacker           | 3–0 | 1–0   |
| Club Brugge          | 10–0      | Floriana         | 8–0 | 2–0   |
| Basel                | 11–2      | Fram             | 5–0 | 6–2   |
| TPS                  | 1–9       | Celtic           | 1–6 | 0–3   |
| Vejle                | 3–2       | Nantes           | 2–2 | 1–0   |
| Steaua Roșie Belgrad | 3–1       | Stal Mielec      | 2–1 | 1–0   |
| Jeunesse Esch        | 1–3       | Liverpool        | 1–1 | 0–2   |
| Crusaders            | 0–12      | Dinamo București | 0–1 | 0–11  |
| Atlético Madrid      | 1–0       | Galatasaray      | 0–0 | 1–0   |

1 Bayern München s-a calificat în A doua rundă after winning 4–3 la penaltiuri.

### Prima manșă
| Viking   | 1–2     | Spartak Trnava             |
| -------- | ------- | -------------------------- |
| Kvia 59' | Detalii | Adamec 13' Martinkovič 36' |

| Zorya Voroshilovgrad       | 2–0     | APOEL |
| -------------------------- | ------- | ----- |
| Belousov 24' Kuznetsov 27' | Detalii |       |

| Benfica    | 1–0     | Olympiacos |
| ---------- | ------- | ---------- |
| Timula 53' | Detalii |            |

| Waterford United      | 2–3     | Újpesti Dózsa                 |
| --------------------- | ------- | ----------------------------- |
| Kirby 13' O'Neill 90' | Detalii | Zámbó 9' Fazekas 64' Nagy 69' |

| Bayern München                   | 3–1     | Åtvidaberg            |
| -------------------------------- | ------- | --------------------- |
| Müller 3', 72' Olsson 68' (o.g.) | Detalii | Dürnberger 66' (o.g.) |

| Dynamo Dresda           | 2–0     | Juventus |
| ----------------------- | ------- | -------- |
| Kreische 28' Schade 39' | Detalii |          |

| ȚSKA Sofia                         | 3–0     | Wacker Innsbruck |
| ---------------------------------- | ------- | ---------------- |
| Marashliev 3' Zhekov 26' Denev 38' | Detalii |                  |

| Club Brugge                                                                  | 8–0     | Floriana |
| ---------------------------------------------------------------------------- | ------- | -------- |
| Lambert 5', 48', 55' le Fevre 20' Carteus 34', 74' Houwaart 39' Rüssmann 43' | Detalii |          |

| Basel                                                | 5–0     | Fram |
| ---------------------------------------------------- | ------- | ---- |
| Cubillas 2' Balmer 21', 85' Hasler 75' Demarmels 88' | Detalii |      |

| TPS                 | 1–6     | Celtic                                                                 |
| ------------------- | ------- | ---------------------------------------------------------------------- |
| Andelmin 17' (pen.) | Detalii | Callaghan 2', 88' Hood 22' Johnstone 61' Connelly 78' (pen.) Deans 86' |

| Vejle                 | 2–2     | Nantes                    |
| --------------------- | ------- | ------------------------- |
| Markussen 5' Lund 17' | Detalii | Rampillon 21' Couécou 60' |

| Steaua Roșie Belgrad   | 2–1     | Stal Mielec |
| ---------------------- | ------- | ----------- |
| Petrović 2' Karasi 66' | Detalii | Lato 46'    |

| Jeunesse Esch | 1–1     | Liverpool |
| ------------- | ------- | --------- |
| Dussier 88'   | Detalii | Hall 43'  |

| Crusaders | 0–1     | Dinamo București |
| --------- | ------- | ---------------- |
|           | Detalii | Sălceanu 1'      |

| Atlético Madrid | 0–0     | Galatasaray |
| --------------- | ------- | ----------- |
|                 | Detalii |             |

### A doua manșă
| Spartak Trnava  | 1–0     | Viking |
| --------------- | ------- | ------ |
| Martinkovič 25' | Detalii |        |

Spartak Trnava s-a calificat cu scorul general de 3–1.
| APOEL | 0–1     | Zorya Voroshilovgrad |
| ----- | ------- | -------------------- |
|       | Detalii | Kuksov 58'           |

Zorya Voroshilovgrad s-a calificat cu scorul general de 3–0.
| Olympiacos | 0–1     | Benfica  |
| ---------- | ------- | -------- |
|            | Detalii | Nené 29' |

Benfica s-a calificat cu scorul general de 2–0.
| Újpesti Dózsa                    | 3–0     | Waterford United |
| -------------------------------- | ------- | ---------------- |
| E. Dunai 9' Fazekas 67' Nagy 86' | Detalii |                  |

Újpesti Dózsa s-a calificat cu scorul general de 6–2.
| Åtvidaberg                        | 3 – 1 (aet) (d.p.) | Bayern München |
| --------------------------------- | ------------------ | -------------- |
| Torstensson 7', 72' Wallinder 15' | Detalii            | Hoeneß 75'     |
|                                   | 3–4                |                |

Bayern München 4–4 Åtvidaberg . Bayern München s-a calificat cu scorul general de la penaltiuri.
| Juventus                              | 3–2     | Dynamo Dresda                 |
| ------------------------------------- | ------- | ----------------------------- |
| Furino 9' Altafini 25' Cuccureddu 30' | Detalii | Capello 24' (o.g.) Sachse 75' |

Dynamo Dresda s-a calificat cu scorul general de 4–3.
| Wacker Innsbruck | 0–1     | ȚSKA Sofia |
| ---------------- | ------- | ---------- |
|                  | Detalii | Zhekov 18' |

ȚSKA s-a calificat cu scorul general de 4–0.
| Floriana | 0–2     | Club Brugge           |
| -------- | ------- | --------------------- |
|          | Detalii | Thio 65' Houwaart 85' |

Club Brugge s-a calificat cu scorul general de 10–0.
| Fram                      | 2–6     | Basel                                                                           |
| ------------------------- | ------- | ------------------------------------------------------------------------------- |
| Leifsson 52' Elíasson 78' | Detalii | Tanner 4', 56' Cubillas 24' Geirsson 39' (o.g.) Wampfler 60' Stohler 66' (pen.) |

Basel s-a calificat cu scorul general de 11–2.
| Celtic                       | 3–0     | TPS |
| ---------------------------- | ------- | --- |
| Deans 20' Johnstone 27', 53' | Detalii |     |

Celtic s-a calificat cu scorul general de 9–1.
| Nantes | 0–1     | Vejle          |
| ------ | ------- | -------------- |
|        | Detalii | Nørregaard 62' |

Vejle s-a calificat cu scorul general de 3–2.
| Stal Mielec | 0–1     | Steaua Roșie Belgrad |
| ----------- | ------- | -------------------- |
|             | Detalii | Lazarević 26'        |

Steaua Roșie Belgrad s-a calificat cu scorul general de 3–1.
| Liverpool                   | 2–0     | Jeunesse Esch |
| --------------------------- | ------- | ------------- |
| Mond 47' (o.g.) Toshack 56' | Detalii |               |

Liverpool s-a calificat cu scorul general de 3–1.
| Dinamo București                                                                                     | 11–0    | Crusaders |
| --- | ------- | --------- |
| Georgescu 7', 14', 47', 63' Nunweiller 19', 40', 75', 81' Dinu 52' Dumitrache 67' Beckett 88' (o.g.) | Detalii |           |

Dinamo București s-a calificat cu scorul general de 12–0.
| Galatasaray | 0 – 1 (aet) | Atlético Madrid |
| ----------- | ----------- | --------------- |
|             | Detalii     | Salcedo 100'    |

## A doua rundă
| Echipa 1             | Scor gen. | Echipa 2             | Tur | Retur |
| -------------------- | --------- | -------------------- | --- | ----- |
| Spartak Trnava       | 1–0       | Zorya Voroshilovgrad | 0–0 | 1–0   |
| Benfica              | 1–3       | Újpesti Dózsa        | 1–1 | 0–2   |
| Bayern München       | 7–6       | Dynamo Dresda        | 4–3 | 3–3   |
| Ajax                 | 1–2       | ȚSKA Sofia           | 1–0 | 0–2   |
| Club Brugge          | 6–7       | Basel                | 2–1 | 4–6   |
| Celtic               | 1–0       | Vejle                | 0–0 | 1–0   |
| Steaua Roșie Belgrad | 4–2       | Liverpool            | 2–1 | 2–1   |
| Dinamo București     | 2–4       | Atlético Madrid      | 0–2 | 2–2   |

### Prima manșă
| Spartak Trnava | 0–0     | Zorya Voroshilovgrad |
| -------------- | ------- | -------------------- |
|                | Detalii |                      |

| Benfica     | 1–1     | Újpesti Dózsa |
| ----------- | ------- | ------------- |
| Eusébio 69' | Detalii | Tóth 57'      |

| Bayern München                                  | 4–3     | Dynamo Dresda                            |
| ----------------------------------------------- | ------- | ---------------------------------------- |
| Hoffmann 17' Dürnberger 26' Roth 71' Müller 83' | Detalii | Hansen 13' (o.g.) Sachse 36' Heidler 42' |

| Ajax       | 1–0     | ȚSKA Sofia |
| ---------- | ------- | ---------- |
| Keizer 14' | Detalii |            |

| Club Brugge                | 2–1     | Basel               |
| -------------------------- | ------- | ------------------- |
| Carteus 7' Thio 60' (pen.) | Detalii | Odermatt 39' (pen.) |

| Celtic | 0–0     | Vejle |
| ------ | ------- | ----- |
|        | Detalii |       |

| Steaua Roșie Belgrad       | 2–1     | Liverpool  |
| -------------------------- | ------- | ---------- |
| Janković 39' Bogićević 48' | Detalii | Lawler 72' |

| Dinamo București | 0–2     | Atlético Madrid         |
| ---------------- | ------- | ----------------------- |
|                  | Detalii | Bezerra 18' Eusebio 88' |

### A doua manșă
| Zorya Voroshilovgrad | 0–1     | Spartak Trnava  |
| -------------------- | ------- | --------------- |
|                      | Detalii | Martinkovič 61' |

Spartak Trnava s-a calificat cu scorul general de 1–0.
| Újpesti Dózsa      | 2–0     | Benfica |
| ------------------ | ------- | ------- |
| Bene 67' Kolár 70' | Detalii |         |

Újpesti Dózsa s-a calificat cu scorul general de 3–1.
| Dynamo Dresda                      | 3–3     | Bayern München             |
| ---------------------------------- | ------- | -------------------------- |
| Wätzlich 42' Schade 52' Häfner 56' | Detalii | Hoeneß 10', 12' Müller 58' |

Bayern München s-a calificat cu scorul general de 7–6.
| ȚSKA Sofia                   | 2 – 0 (a.e.t.) | Ajax |
| ---------------------------- | -------------- | ---- |
| Marashliev 68' Mihaylov 116' | Detalii        |      |

ȚSKA Sofia s-a calificat cu scorul general de 2–1.
| Basel                                                                     | 6–4     | Club Brugge                              |
| ------------------------------------------------------------------------- | ------- | ---------------------------------------- |
| Rüssmann 19' (o.g.) Balmer 31' Wampfler 37' Hitzfeld 63' (pen.), 70', 87' | Detalii | Lambert 23', 46' (pen.), 68' Carteus 28' |

Basel s-a calificat cu scorul general de 7–6.
| Vejle | 0–1     | Celtic     |
| ----- | ------- | ---------- |
|       | Detalii | Lennox 33' |

Celtic s-a calificat cu scorul general de 1–0.
| Liverpool  | 1–2     | Steaua Roșie Belgrad       |
| ---------- | ------- | -------------------------- |
| Lawler 84' | Detalii | Lazarević 60' Janković 90' |

Steaua Roșie Belgrad s-a calificat cu scorul general de 4–2.
| Atlético Madrid     | 2–2     | Dinamo București         |
| ------------------- | ------- | ------------------------ |
| Ayala 10' Capón 73' | Detalii | Lucescu 2' Georgescu 13' |

Atlético Madrid s-a calificat cu scorul general de 4–2.

## Sferturi
| Echipa 1             | Scor gen. | Echipa 2        | Tur | Retur |
| -------------------- | --------- | --------------- | --- | ----- |
| Spartak Trnava       | 2–21      | Újpesti Dózsa   | 1–1 | 1–1   |
| Bayern München       | 5–3       | ȚSKA Sofia      | 4–1 | 1–2   |
| FC Basel             | 5–6       | Celtic          | 3–2 | 2–4   |
| Steaua Roșie Belgrad | 0–2       | Atlético Madrid | 0–2 | 0–0   |

1 Újpest s-a calificat în Semifinale after winning 4–3 on penalty kicks.

### Prima manșă
| Spartak Trnava | 1–1     | Újpesti Dózsa |
| -------------- | ------- | ------------- |
| Kabát 11'      | Detalii | Tóth 70'      |

| Bayern München                                  | 4–1     | ȚSKA Sofia     |
| ----------------------------------------------- | ------- | -------------- |
| Torstensson 11', 88' Beckenbauer 33' Müller 65' | Detalii | Marashliev 23' |

| FC Basel                              | 3–2     | Celtic                  |
| ------------------------------------- | ------- | ----------------------- |
| Hitzfeld 28', 64' (pen.) Odermatt 31' | Detalii | Wilson 21' Dalglish 57' |

| Steaua Roșie Belgrad | 0–2     | Atlético Madrid        |
| -------------------- | ------- | ---------------------- |
|                      | Detalii | Aragonés 8' Gárate 79' |

### A doua manșă
| Újpesti Dózsa | 1 – 1 (aet) (d.p.) | Spartak Trnava |
| ------------- | ------------------ | -------------- |
| Fekete 41'    | Detalii            | Adamec 36'     |
|               | 4–3                |                |

Újpesti Dózsa 2–2 Spartak Trnava . Újpesti Dózsa s-a calificat cu scorul general de la penaltiuri.
| ȚSKA Sofia                 | 2–1     | Bayern München      |
| -------------------------- | ------- | ------------------- |
| Kolev 41' (pen.) Denev 48' | Detalii | Breitner 30' (pen.) |

Bayern München s-a calificat cu scorul general de 5–3.
| Celtic                                           | 4 – 2 (aet) | FC Basel                 |
| ------------------------------------------------ | ----------- | ------------------------ |
| Dalglish 14' Deans 18' Callaghan 62' Murray 114' | Detalii     | Mundschin 33' Balmer 48' |

Celtic s-a calificat cu scorul general de 6–5.
| Atlético Madrid | 0–0     | Steaua Roșie Belgrad |
| --------------- | ------- | -------------------- |
|                 | Detalii |                      |

Atlético Madrid s-a calificat cu scorul general de 2–0.

## Semifinale
| Echipa 1      | Scor gen. | Echipa 2        | Tur | Retur |
| ------------- | --------- | --------------- | --- | ----- |
| Újpesti Dózsa | 1–4       | Bayern München  | 1–1 | 0–3   |
| Celtic        | 0–2       | Atlético Madrid | 0–0 | 0–2   |

### Prima manșă
| Újpesti Dózsa | 1–1     | Bayern München  |
| ------------- | ------- | --------------- |
| Fazekas 18'   | Detalii | Torstensson 38' |

| Celtic | 0–0     | Atlético Madrid |
| ------ | ------- | --------------- |
|        | Detalii |                 |

### A doua manșă
| Bayern München                                | 3–0     | Újpesti Dózsa |
| --------------------------------------------- | ------- | ------------- |
| Torstensson 33' Horváth 70' (o.g.) Müller 81' | Detalii |               |

Bayern München s-a calificat cu scorul general de 4–1 
| Atlético Madrid         | 2–0               | Celtic |
| ----------------------- | ----------------- | ------ |
| Gárate 77' Adelardo 87' | Detalii Gamesheet |        |

Atlético Madrid s-a calificat cu scorul general de 2–0 

## Finala
| Bayern München     | 1–1                 | Atlético Madrid |
| ------------------ | ------------------- | --------------- |
| Schwarzenbeck 120' | Detalii MatchCentre | Aragonés 114'   |

### Rejucare
{{footballbox
|date=17 mai 1974
|time=
|team1=Bayern München 
|score=4–0
|report=Detalii
MatchCentre
|team2= Atlético Madrid
|goals1=Hoeneß  28', 83'
Müller  58', 71'
|goals2=
|stadium=Stadionul Heysel, [[Bruxelles]
|attendance=23,000
|referee=Alfred Delcourt (Belgia) }}

## Golgheteri
Golgheterii sezonului de Cupa Campionilor Europeni 1973–74 sunt:
| Loc | Nume                  | Echipă                      | Goluri |
| --- | --------------------- | --------------------------- | ------ |
| 1   | Gerd Müller           | Bayern München              | 8      |
| 2   | Raoul Lambert         | Club Brugge                 | 6      |
| 2   | Conny Torstensson     | Åtvidaberg / Bayern München | 6      |
| 4   | Dudu Georgescu        | Dinamo București            | 5      |
| 4   | Ottmar Hitzfeld       | Basel                       | 5      |
| 4   | Uli Hoeneß            | Bayern München              | 5      |
| 7   | Walter Balmer         | Basel                       | 4      |
| 7   | Pierre Carteus        | Club Brugge                 | 4      |
| 7   | Radu Nunweiller       | Dinamo București            | 4      |
| 10  | Tommy Callaghan       | Celtic                      | 3      |
| 10  | John Deans            | Celtic                      | 3      |
| 10  | László Fazekas        | Újpesti Dózsa               | 3      |
| 10  | Jimmy Johnstone       | Celtic                      | 3      |
| 10  | Dimitar Marashliev    | ȚSKA Sofia                  | 3      |
| 10  | Stanislav Martinkovič | Spartak Trnava              | 3      |